# Bougainville (Somme)
Bougainville é uma comuna francesa na região administrativa de Altos da França, no departamento de Somme. Estende-se por uma área de 10,21 km². Em 2010 a comuna tinha 444 habitantes (densidade: 43,5 hab./km²).